# Socjal-Demokratyczna Partia Albanii
Socjal-Demokratyczna Partia Albanii – albańska partia polityczna założona w 1991 roku. Pierwszym przewodniczącym partii był Skënder Gjinushi, a jego następcą od 2003 Paskal Milo. W ostatnich wyborach parlamentarnych, które odbyły się w 2013 roku partia uzyskała 0,69% głosów i nie zdobyła ani jednego mandatu w parlamencie.